# エミー・フレージャー
エミー・フレージャー（Amy Frazier, 1972年9月19日 - ）は、アメリカ・ミズーリ州セントルイス出身の女子プロテニス選手。右利き、バックハンド・ストロークは両手打ち。WTAツアーでシングルス8勝、ダブルス4勝を挙げた。自己最高ランキングはシングルス13位、ダブルス24位。女子テニスツアーの選手の中でも、日本の大会出場が多い選手としてよく知られる。

## 来歴
フレージャーの選手生活は1986年から始まり、1987年の全米オープンで4大大会本戦に初出場している。1990年9月、この年に創設された東京・東京体育館の「ニチレイ・レディース」大会で初来日する。この時は準々決勝でモニカ・セレシュ、準決勝でカテリナ・マレーバを破って勝ち上がったが、決勝でメアリー・ジョー・フェルナンデスに敗れて準優勝に終わった。1991年に「ジャパン・オープン」にも初出場し、以来フレージャーは日本でプレーする常連の選手となった。同大会では1992年の準決勝で日本の伊達公子と初対戦し、1994年から1996年までの3年連続で、フレージャーと伊達が決勝対決をした。1995年の決勝戦ではフレージャーが優勝したが、後の3回は伊達が勝っている。（伊達とフレージャーは、ジャパン・オープンでの4回の対戦を除き、他のトーナメントでは全く対戦がない。）1997年は4年連続の決勝進出で杉山愛に敗れたが、1999年の決勝では杉山を破って4年ぶり2度目の優勝を果たす。2000年の決勝ではフランスのジュリー・アラール＝デキュジスに敗れた。総計で、フレージャーはジャパン・オープン決勝に「2勝4敗」の戦績を残した。
フレージャーが第1回大会から参加してきた「ニチレイ・レディース」では、1994年にもアランチャ・サンチェス・ビカリオに決勝で敗れた準優勝がある。この大会は1997年に「トヨタ・プリンセス・カップ」という名称に変更され、2002年を最後に終了した。最後の大会の時もフレージャーはプレーしており、セリーナ・ウィリアムズとの準決勝まで勝ち進んでいる。
4大大会では2度のベスト8進出があり、1992年全豪オープン、1995年全米オープンで準々決勝に勝ち進んだ。最近の4大大会での好成績は、2004年ウィンブルドンでの4回戦進出がある。フレージャーは31歳でも健在なプレーを披露したが、第13シードのマリア・シャラポワに 4-6, 5-7 で敗れた。
ジャパン・オープンで2度目の優勝を果たした1999年、8月第1週にアメリカ・サンディエゴで開かれた「南カリフォルニア・オープン」2回戦で、フレージャーはシュテフィ・グラフと対戦した。この時グラフは足の故障から、フレージャーとの試合を 6-4, 5-7, 1-2 で途中棄権し、翌週の8月13日に引退を正式発表したためフレージャーがグラフの最後の試合の相手になった。
フレージャーは2004年1月にオーストラリア・ホバート大会の決勝で日本の浅越しのぶを破った優勝がある。2005年11月にはカナダ・ケベック市の大会で優勝を飾り、33歳にして女子テニスツアーのシングルス「8勝目」を挙げた。2006年全米オープン1回戦でビルヒニア・ルアノ・パスクアルに敗れた試合を最後に、現役を引退した。

## WTAツアー決勝進出結果

### シングルス: 15回 (8勝7敗)
| 大会グレード         |
| -------------------- |
| グランドスラム (0–0) |
| ティア I (0–0)       |
| ティア II (1–2)      |
| ティア III (3–4)     |
| ティア IV & V (4–1)  |

| 結果   | No. | 決勝日        | 大会             | サーフェス        | 対戦相手                         | スコア        |
| ------ | --- | ------------- | ---------------- | ----------------- | -------------------------------- | ------------- |
| 優勝   | 1.  | 1989年2月26日 | ウィチタ         | ハード (室内)     | バーバラ・ポッター               | 4–6, 6–4, 6–0 |
| 優勝   | 2.  | 1990年2月25日 | オクラホマシティ | ハード (室内)     | マノン・ボーラグラフ             | 6–4, 6–2      |
| 準優勝 | 1.  | 1990年9月30日 | 東京             | カーペット (室内) | メアリー・ジョー・フェルナンデス | 6–3, 2–6, 3–6 |
| 優勝   | 3.  | 1992年5月24日 | ルツェルン       | クレー            | ラドカ・ズルバコバ               | 4–6, 6–4, 7–5 |
| 準優勝 | 2.  | 1994年4月4日  | 東京             | ハード            | 伊達公子                         | 5–7, 0–6      |
| 優勝   | 4.  | 1994年8月14日 | ロサンゼルス     | ハード            | アン・ブンダーリヒ               | 6–1, 6–3      |
| 準優勝 | 3.  | 1994年9月19日 | 東京             | ハード            | アランチャ・サンチェス・ビカリオ | 1–6, 2–6      |
| 優勝   | 5.  | 1995年4月16日 | 東京             | ハード            | 伊達公子                         | 7–6(5), 7–5   |
| 準優勝 | 4.  | 1996年4月15日 | 東京             | ハード            | 伊達公子                         | 4–6, 5–7      |
| 準優勝 | 5.  | 1997年4月20日 | 東京             | ハード            | 杉山愛                           | 6–4, 4–6, 4–6 |
| 優勝   | 6.  | 1999年4月18日 | 東京             | ハード            | 杉山愛                           | 6–2, 6–2      |
| 準優勝 | 6.  | 2000年10月9日 | 東京             | ハード            | ジュリー・アラール＝デキュジス   | 4–6, 5–7      |
| 準優勝 | 7.  | 2003年1月12日 | ホバート         | ハード            | アリシア・モリク                 | 2–6, 6–4, 4–6 |
| 優勝   | 7.  | 2004年1月16日 | ホバート         | ハード            | 浅越しのぶ                       | 6–3, 6–3      |
| 優勝   | 8.  | 2005年11月6日 | ケベックシティ   | ハード (室内)     | ソフィア・アルビドソン           | 6–1, 7–5      |

### ダブルス: 13回 (4勝9敗)
| 結果   | No. | 決勝日         | 大会           | サーフェス        | パートナー                 | 対戦相手                                            | スコア              |
| ------ | --- | -------------- | -------------- | ----------------- | -------------------------- | --------------------------------------------------- | ------------------- |
| 準優勝 | 1.  | 1990年10月28日 | ドラド         | ハード            | ジュリー・リチャードソン   | Elena Brioukhovets ナタリア・メドベデワ             | 4-6, 2-6            |
| 優勝   | 1.  | 1991年4月8日   | 東京           | ハード            | 木戸脇真也                 | 神尾米 雉子牟田明子                                 | 6-2, 6-4            |
| 優勝   | 2.  | 1992年4月6日   | 東京           | ハード            | 平木理化                   | 伊達公子 ステファニー・レイヒ                       | 5-7, 7-6(5), 6-0    |
| 優勝   | 3.  | 1992年5月24日  | ルツェルン     | クレー            | エルナ・ライナッハ         | カリナ・ハブスドバ マリアン・ワーデル               | 7-5, 6-2            |
| 準優勝 | 2.  | 1993年2月14日  | シカゴ         | カーペット (室内) | キンバリー・ポー           | カトリナ・アダムズ ジーナ・ガリソン＝ジャクソン     | 6–7(3), 3–6         |
| 準優勝 | 3.  | 1994年9月19日  | 東京           | ハード            | 平木理化                   | アランチャ・サンチェス・ビカリオ ジュリー・アラール | 1-6, 6-0, 1-6       |
| 準優勝 | 4.  | 1996年4月21日  | 東京           | ハード            | キンバリー・ポー           | 伊達公子 杉山愛                                     | 6-7(6), 7-6(6), 3-6 |
| 準優勝 | 5.  | 1996年8月18日  | ロサンゼルス   | ハード            | キンバリー・ポー           | リンゼイ・ダベンポート ナターシャ・ズベレワ         | 1-6, 4-6            |
| 準優勝 | 6.  | 1996年10月27日 | ケベックシティ | ハード (室内)     | キンバリー・ポー           | デビー・グラハム ブレンダ・シュルツ＝マッカーシー   | 1-6, 4-6            |
| 準優勝 | 7.  | 1997年8月3日   | サンディエゴ   | ハード            | キンバリー・ポー           | マルチナ・ヒンギス アランチャ・サンチェス・ビカリオ | 3-6, 5-7            |
| 準優勝 | 8.  | 1998年4月19日  | 東京           | ハード            | 平木理化                   | 宮城ナナ 雉子牟田直子                               | 3-6, 6-4, 4-6       |
| 優勝   | 4.  | 1999年11月1日  | ケベックシティ | ハード (室内)     | ケイティー・シュルークバー | デビー・グラハム カーラ・ブラック                   | 6-2, 6-3            |
| 準優勝 | 9.  | 2000年7月30日  | スタンフォード | ハード            | カーラ・ブラック           | チャンダ・ルビン サンドリーヌ・テスチュ             | 4-6, 4-6            |

## 4大大会シングルス成績
略語の説明
| W | F | SF | QF | #R | RR | Q# | LQ | A | Z# | PO | G | S | B | NMS | P | NH |

W=優勝, F=準優勝, SF=ベスト4, QF=ベスト8, #R=#回戦敗退, RR=ラウンドロビン敗退, Q#=予選#回戦敗退, LQ=予選敗退, A=大会不参加, Z#=デビスカップ/BJKカップ地域ゾーン, PO=デビスカップ/BJKカッププレーオフ, G=オリンピック金メダル, S=オリンピック銀メダル, B=オリンピック銅メダル, NMS=マスターズシリーズから降格, P=開催延期, NH=開催なし.
| 大会           | 1987 | 1988 | 1989 | 1990 | 1991 | 1992 | 1993 | 1994 | 1995 | 1996 | 1997 | 1998 | 1999 | 2000 | 2001 | 2002 | 2003 | 2004 | 2005 | 2006 | 通算成績 |
| -------------- | ---- | ---- | ---- | ---- | ---- | ---- | ---- | ---- | ---- | ---- | ---- | ---- | ---- | ---- | ---- | ---- | ---- | ---- | ---- | ---- | -------- |
| 全豪オープン   | A    | 1R   | 3R   | 1R   | 4R   | QF   | 1R   | 3R   | 3R   | 1R   | 1R   | A    | 2R   | 1R   | 2R   | 2R   | 2R   | 3R   | 3R   | 1R   | 21–18    |
| 全仏オープン   | LQ   | 1R   | 1R   | A    | A    | 2R   | A    | 1R   | 3R   | 1R   | 2R   | A    | 2R   | 1R   | 3R   | 2R   | 1R   | 1R   | 2R   | 1R   | 9–15     |
| ウィンブルドン | LQ   | 1R   | 2R   | 3R   | 4R   | 4R   | A    | 1R   | 2R   | 4R   | 2R   | 1R   | 1R   | 3R   | 3R   | 1R   | 2R   | 4R   | 1R   | 3R   | 24–18    |
| 全米オープン   | 1R   | 3R   | 1R   | 1R   | 2R   | 1R   | 2R   | 2R   | QF   | 2R   | 1R   | 1R   | 3R   | 1R   | 1R   | 4R   | 3R   | 3R   | 2R   | 1R   | 19–20    |

※: 2003年全米2回戦の不戦勝は通算成績に含まない